# Thierry Brusseau
Thierry Brusseau  (né le 22 juillet 1964 à Marvejols) est un athlète français, spécialiste des courses de demi-fond.

## Biographie
Il se classe troisième des Universiade d'été de 1989.
En 1991, il termine treizième des championnats du monde de Tokyo.
En 1992, il participe aux Jeux Olympiques de Barcelone mais termine douzième de sa série et n'accède pas à la finale.
En 1993, il remporte le titre du 3 000 m steeple lors des championnats de France 1993, à Annecy. Il termine troisième de la Coupe d'Europe des nations et des Jeux méditerranéens. Aux championnats du monde de Stuttgart, il termine huitième d'une série et n'accède pas à la finale. 

## Palmarès

### International
| Date | Compétition                | Lieu      | Résultat | Épreuve         | Performance   |
| ---- | -------------------------- | --------- | -------- | --------------- | ------------- |
| 1989 | Universiade d'été          | Duisbourg | 3e       | 3 000 m steeple | 8 min 35 s 78 |
| 1991 | Championnats du monde      | Tokyo     | 13e      | 3 000 m steeple | 8 min 47 s 46 |
| 1993 | Coupe d'Europe des nations | Rome      | 3e       | 3 000 m steeple | 8 min 24 s 60 |
| 1993 | Jeux méditerranéens        | Narbonne  | 3e       | 3 000 m steeple | 8 min 33 s 27 |

### National
- Championnats de France d'athlétisme :
  - vainqueur du 3 000 m steeple en 1993

## Records
| Épreuve         | Performance   | Lieu | Date |
| --------------- | ------------- | ---- | ---- |
| 3 000 m steeple | 8 min 22 s 22 |      | 1991 |